# Gagata gasawyuh
Gagata gasawyuh är en fiskart som beskrevs av Roberts och Ferraris, 1998. Gagata gasawyuh ingår i släktet Gagata och familjen Sisoridae. Inga underarter finns listade i Catalogue of Life.